# M.I.A.
Mathangi Arulpragasam dite Maya et connue sous le nom de scène M.I.A., née le 18 juillet 1975 à Hounslow (Royaume-Uni), est une auteur-compositrice-interprète, rappeuse, chanteuse, productrice, activiste, mannequin et styliste britannique d'origine tamoule du Sri Lanka.
Son surnom « M.I.A. » est à la fois un clin d'œil à son propre nom et une référence à l'abréviation pour missing in action. Ses compositions combinent des éléments d'électronique, de dance, d'alternatif, de hip-hop et de musiques du monde. M.I.A. commence sa carrière d'artiste visuelle en 2000 dans l'ouest de Londres, avant de se lancer dans la musique en 2002.
Les premières compositions de M.I.A. reposent principalement sur le séquenceur musical Roland MC-505. Son travail ultérieur marque une nouvelle direction et se réoriente vers de rares instruments et l'utilisation d'extraits de sons électroniques inusités. La presse a salué ce style distinctif différenciant sa musique. Abordant divers sujets politiques, sociaux, philosophiques et culturels, éléments généralement évités dans la musique pop, Arulpragasam devient l'une des premières artistes à attirer l'attention par l'intermédiaire d'Internet et les réseaux numériques tels que Myspace.

## Vie et carrière

### Enfance et adolescence

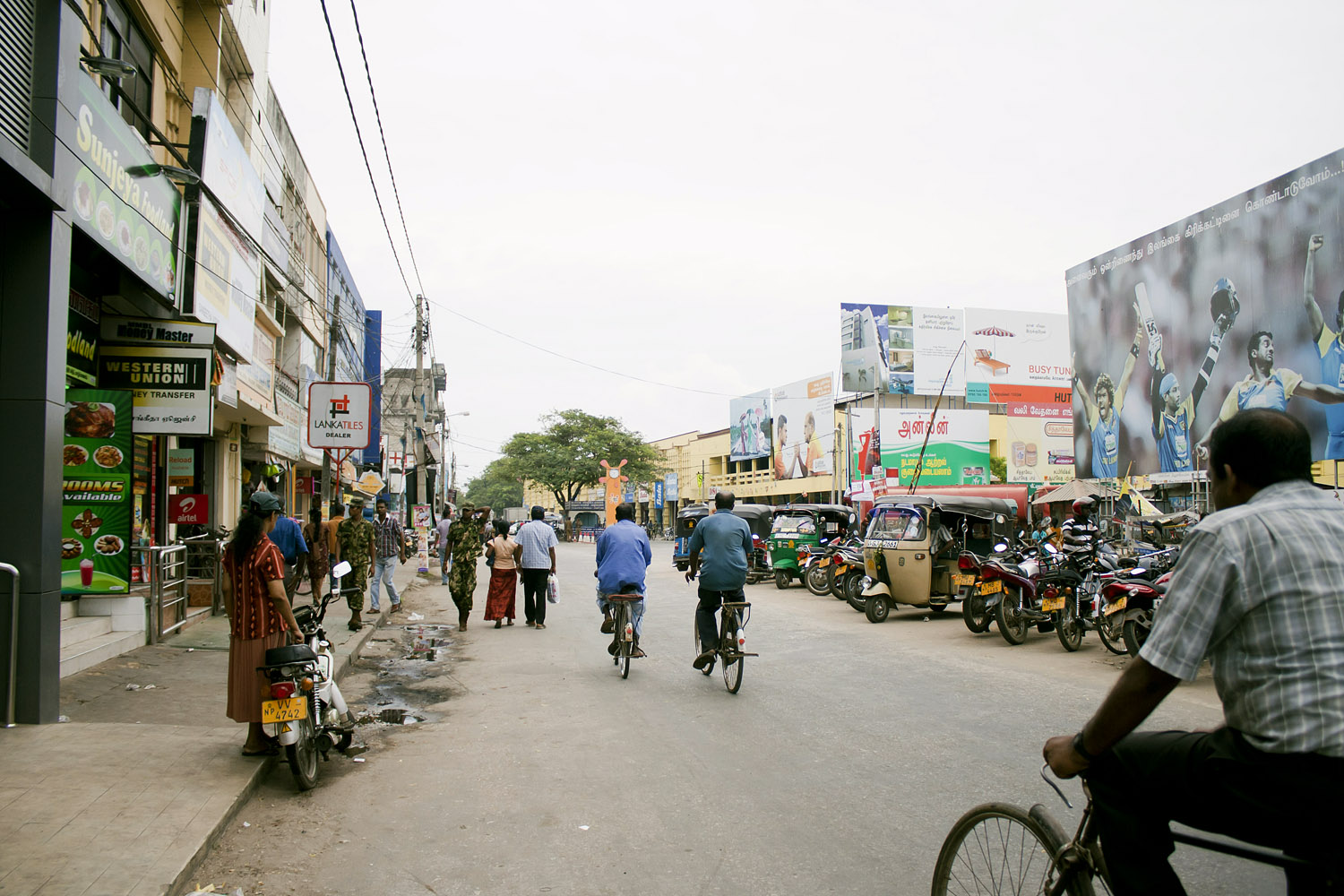
Maya Arulpragasam grandit dans la ville de Jaffna au Sri Lanka.

Mathangi naît le 18 juillet 1975 à Hounslow. Son père, Arul Pragasam, est un ingénieur, un écrivain ainsi qu'un activiste, et sa mère, Kala, est une couturière. Alors que Maya est âgée de six mois, sa famille emménage à Jaffna, la capitale culturelle, politique et économique du nord sri lankais majoritairement tamoul. Ses années là-bas sont marquées par des déplacements constants. Son père y adopte le nom d'Arular et devient une figure politique prééminente. Il fonde l'Eelam Revolutionary Organisation of Students (EROS), un groupe estudiantin militant pour l'indépendance de l'Îlam tamoul. Maya vit dans un milieu modeste où résident plusieurs membres de sa famille éloignée. Elle fréquente en dépit de sa condition financière diverses écoles tamoules-hindoues et catholiques, dont le Holy Family Convent, où elle développe ses habiletés artistiques,. Lorsque la guerre civile éclate, elle quitte le pays et fuit vers la ville de Chennai en Inde. Son père, resté au Sri Lanka, rend occasionnellement visite à Maya, son frère, et sa sœur. Il se présente comme étant leur « oncle » afin de ne pas compromettre leur sécurité,. Après quelque temps, la famille retourne à Jaffna, seulement pour y voir la guerre civile s'envenimer davantage. Maya et ses camarades de classe sont entraîné(e)s à se cacher sous les pupitres et à courir aux écoles avoisinantes en cas d'attaque. Un raid gouvernemental met à l'épreuve ces mesures, lorsque l'école primaire d'Arulpragasam est détruite. Kala et les enfants rentrent finalement à Londres en 1986, une semaine avant le onzième anniversaire de Maya. Ils y sont accueillis en tant que réfugiés, tandis qu'Arular poursuit son engagement politique au Sri Lanka et devient un médiateur entre les deux camps de la guerre civile.
Maya passe le reste de son enfance et de son adolescence dans le logement social de Phipps Bridge situé dans le quartier de Mitcham à Londres. Elle apprend l'anglais et retourne à l'école pour compléter ses études primaires à l'automne 1986. Elle rejoint ensuite le lycée Ricards Lodge à Wimbledon et y fréquente un membre du gang criminel Brick Lane Massive,. Elle est par la suite admise au Central Saint Martins College of Art and Design, où elle reçoit un diplôme en beaux-arts, en film et en vidéo. Pendant ce temps, sa mère rapporte au foyer un revenu modeste. Celle-ci devient une chrétienne pratiquante et obtient un emploi de couturière pour la famille royale. Tout au long de sa jeunesse, Maya et sa famille sont victimes de discrimination raciale.

### Entrée dans le monde artistique

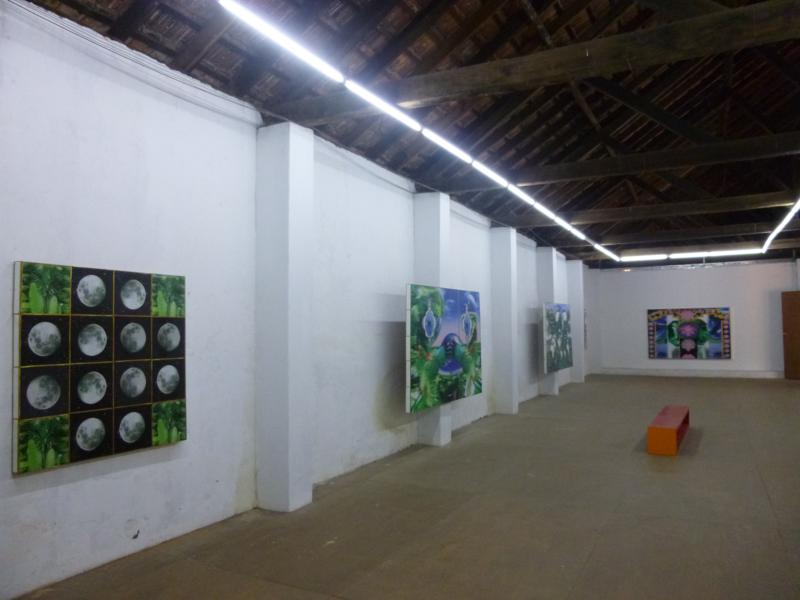
Exposition de M.I.A. à Cochin, en Inde.

Toujours étudiante au Central Saint Martins, Arulpragasam cultive l'envie de concevoir des films et de l'art réalistes et accessibles pour tous — un détail dont, à ses yeux, les autres élèves ne se soucient pas. Après un certain temps, elle se détache du collège et en vient à trouver plusieurs de ses cours superflus. À ce propos, elle déclare au magazine Arthur : « Les élèves étaient apathiques. Ils s'habillaient de façon bidon et tentaient d'être originaux... Les gens semblaient oublier que l'art existe pour représenter la société. L'aspect social n'était pas enseigné là-bas ; tout se limitait à la théorie. » Elle puise alors son inspiration dans le film politique, le mouvement Dogme95 et des réalisateurs tels que Harmony Korine et Spike Jonze. Elle écrit un scénario et est approchée par le cinéaste John Singleton afin de participer à la production d'un long-métrage tourné à Los Angeles. Elle refuse l'offre et se consacre à la rédaction de sa thèse portant sur le film comique CB4.
Maya rencontre plusieurs artistes alors qu'elle étudie au Central Saint Martins. Notamment, elle fait la connaissance de la vocaliste du groupe Elastica, Justine Frischmann, par l'intermédiaire du musicien Damon Albarn. Frischman et Arulpragasam se lient d'amitié en 1999, et, l'année suivante, cette dernière se voit confier la conception de la pochette de l'album d'Elastica et la réalisation d'un documentaire portant sur la tournée américaine du groupe. Après avoir conclu ce projet, en 2001, Arulpragasam retourne à Jaffna dans l'intention de créer un nouveau documentaire traitant de la jeunesse tamoule, mais elle se voit dans l'impossibilité de le compléter en raison du harcèlement dont elle est victime. Elle abandonne le projet, et, la même année, organise un vernissage de peintures dans la boutique londonienne Euphoria sur Portobello Road. L'exposition comprend plusieurs canevas sur lesquels sont dessinés des graffitis faits à la canette à aérosol de même que des toiles jumelant des images de la politique tamoule et de la culture de consommation londonienne. L'événement obtient une nomination pour le prix alternatif Turner et les œuvres y ayant figuré sont publiées en 2002 dans un livre simplement intitulé M.I.A..

### Carrière musicale

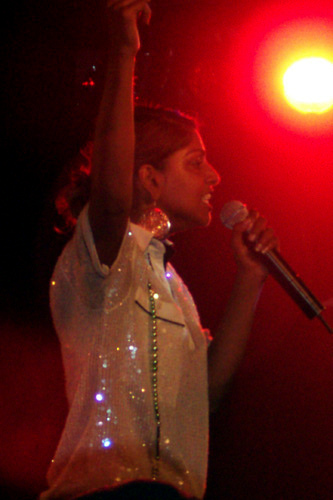
M.I.A en concert à Melbourne, en 2006.

Arulpragasam rencontre en 2001 la chanteuse Peaches, qui l'initie au séquenceur Roland MC-505 et lui donne l'envie de se lancer dans la musique. De retour à Londres, elle s'en procure un d'occasion et fait une démo de six chansons. Les DJ apprécient le single Galang (en), édité à seulement 500 exemplaires. Son pseudonyme M.I.A. peut avoir deux significations : soit Missing In Action, en référence au terme militaire anglophone signifiant disparu au combat, soit Missing In Acton, jeu de mots en rapport avec le quartier de Londres où elle a grandi et l'expression précédente.
Son premier album, Arular, marque l'indépendance de M.I.A. dans le monde musical et impose la chanteuse comme une égérie du courant nu rave.

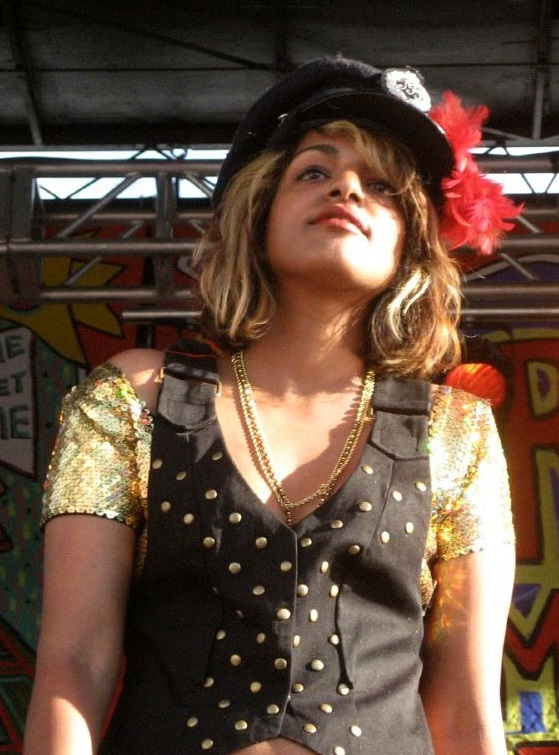
M.I.A en concert à Vasto, en 2007.

Le deuxième album, Kala contient le titre Paper planes qui est sorti avant le film Slumdog Millionaire. Il contient un sample de Straight to Hell de The Clash et a été produit par Diplo. Ce titre utilisé dans la bande annonce du film Pineapple Express puis remixé pour le film aux huit oscars Slumdog Millionaire accroit la notoriété de la chanteuse. Le titre apparaît aussi dans le film Gran Torino de Clint Eastwood et fait office de bande son dans l'introduction du jeu vidéo Far Cry 3. Le titre est aussi samplé dans le morceau Swagga Like Us de T.I. et Jay-Z. En 2012 cet album est classé par le magazine Rolling Stone 29e des 50 plus grands albums de tous les temps de la catégorie Women who rock. En 2009 elle fait partie des cent personnes les plus influentes selon le classement du magazine américain Time.
Le 26 avril 2010, le clip de son single Born Free est dévoilé. Il s'agit d'un clip très violent de neuf minutes réalisé par Romain Gavras montrant des militaires se livrant à une chasse aux roux. Le clip crée une controverse, si bien que quelques heures après sa publication, la vidéo sera retirée du site Youtube, avant de réapparaitre avec certaines restrictions. Le morceau contient un sample du morceau Ghost Rider du groupe de synthpunk Suicide. Ce morceau annonce également la sortie de son troisième album : /\/\/\Y/\, qui est disponible dès le 23 juin au Japon et le 29 juin aux États-Unis.
À partir du 11 mai 2010, on peut découvrir sur internet XXXO, le premier single officiel de son troisième album. Ce morceau avait déjà été diffusé la veille sur les ondes de BBC Radio 1. Au début de l'année 2011, elle reconnaît que son retour en demi-teinte avec cet album peut s'expliquer par un travail bâclé « mon dernier album était pourrave » déclara-t-elle et d'ajouter : « Je comprends ce que les gens avaient dit sur mon album, qu'il craignait grave... Je l'ai réécouté l'autre jour, et j'avoue que je suis d'accord... ».
Le 31 décembre 2010, M.I.A met à la disposition des internautes une mixtape baptisée Vicki Leekx en référence à l'affaire WikiLeaks.

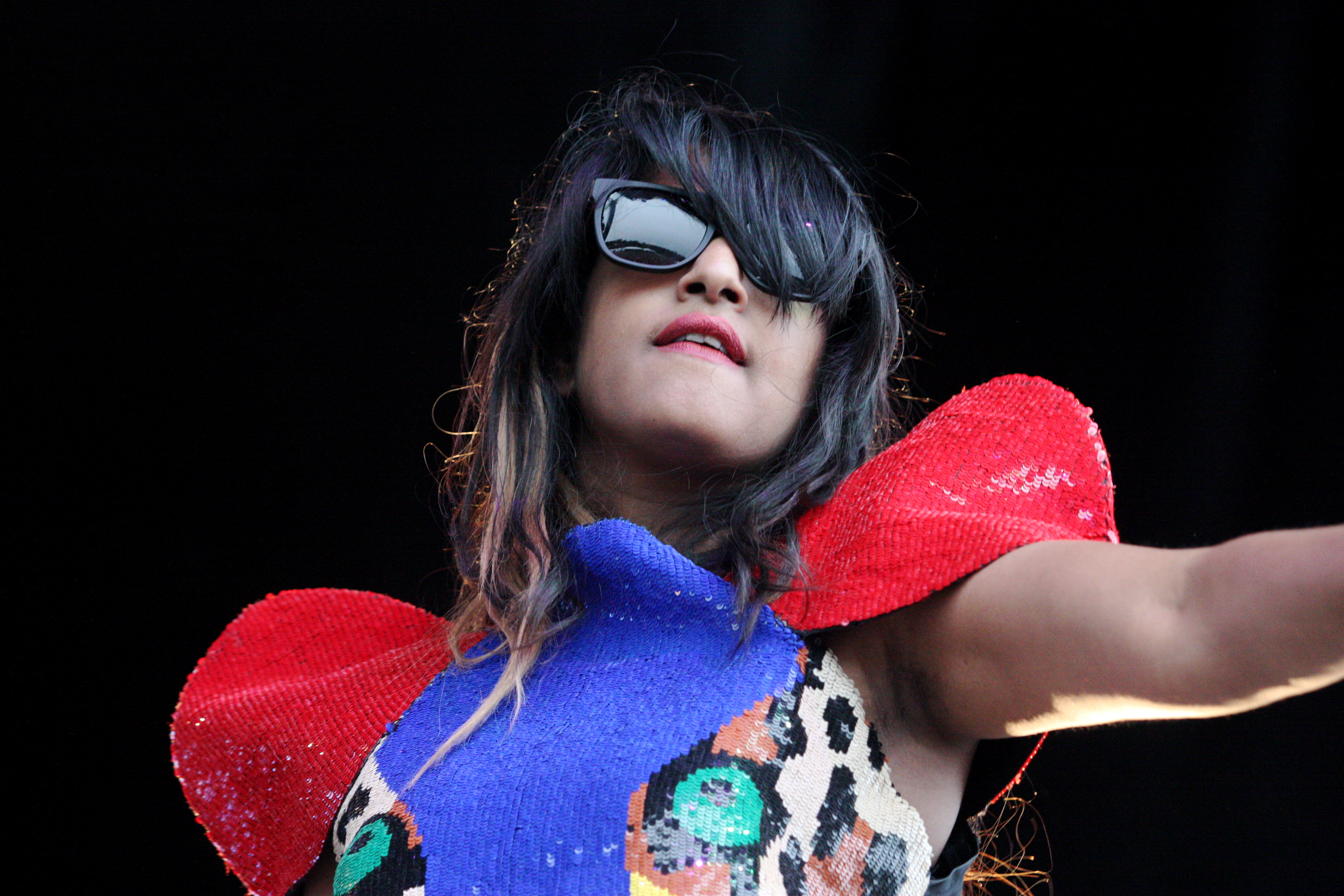
M.I.A en concert à San Francisco, en 2009.

M.I.A. apparaît sur le morceau C.T.F.O. présent sur l'album Total de Sebastian sorti en 2011.
Le 2 février 2012 sort le clip Bad Girls, à nouveau réalisé par Romain Gavras. Tourné à Ouarzazate, le clip met en scène la chanteuse avec des Marocains stylisés. Le clip fait à nouveau parler de lui notamment son mélange entre bling-bling et culture arabe. Ce titre est extrait de la mixtape Vicki Leeks et sur l'album Matangi.
En 2012, M.I.A participe au single Give me all your luvin' de Madonna en compagnie de Nicki Minaj. Elle fait une apparition lors du spectacle de la mi-temps du Super Bowl 2012 le 5 février 2012 pour chanter cette chanson en compagnie de Madonna et Nicki Minaj, lors de cette prestation elle fait un doigt d'honneur à la caméra. À la suite de cela, en mars 2014, la National Football League réclame en justice 16,6 millions de dollars dont 1,5 million pour rupture de contrat et considérant que le reste de la somme réclamée correspond au montant que la chanteuse aurait dû payer pour la publicité qu'elle se serait faite grâce à ce show.
Le 18 juin, M.I.A. publie en tant que 1er single de son prochain album, Bring the Noize, accompagné d'un clip vidéo le 25 juin (Bad Girls n’étant qu'un single promotionnel.) Come Walk With Me, le deuxième single suivra le 3 septembre, puis Y.A.L.A. en tant que troisième single, le 22 octobre.

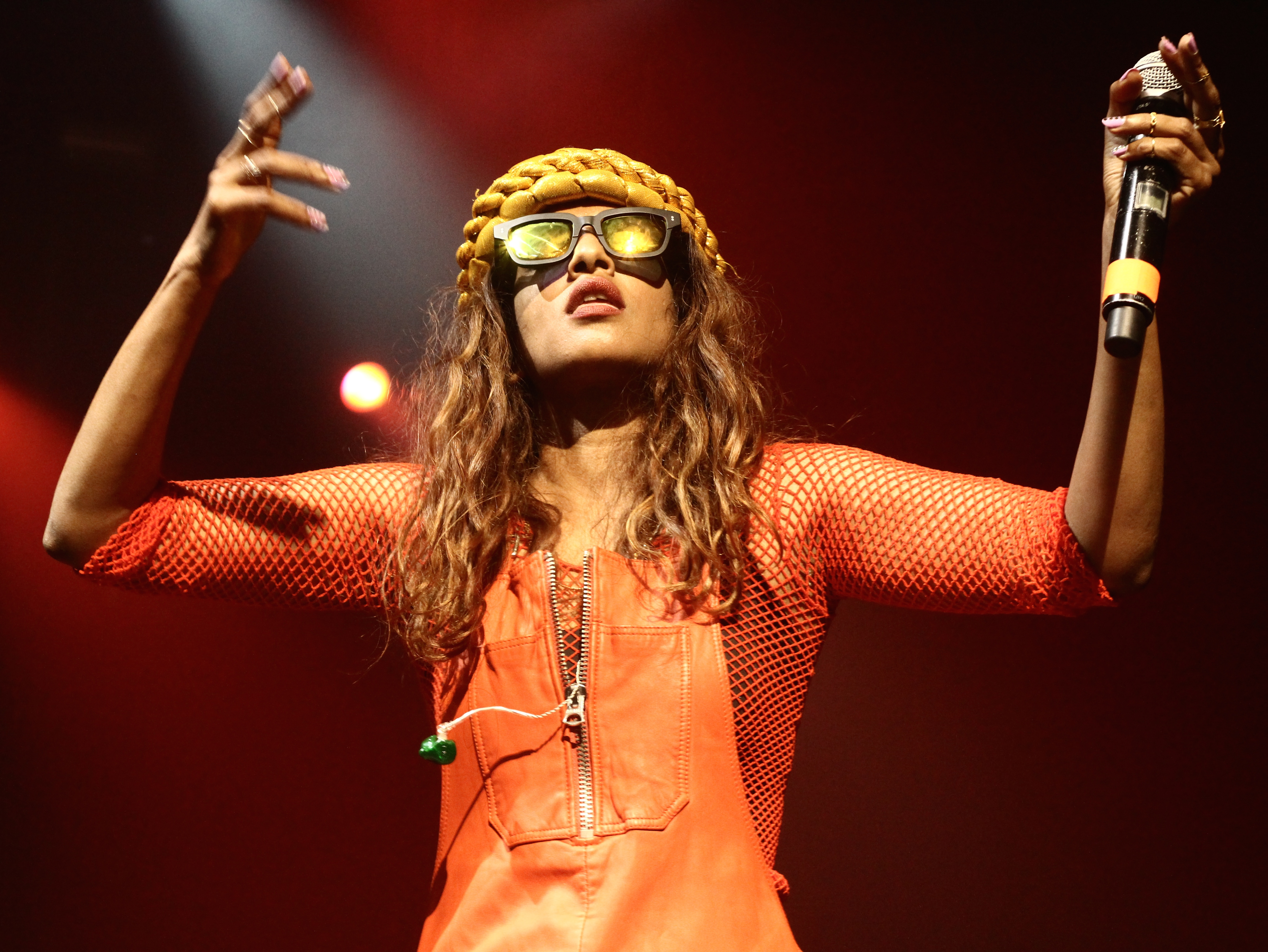
M.I.A en concert au Zénith de Paris, en 2014.

Le 1er novembre 2013, son quatrième album baptisé Matangi est publié. L'album contient des thèmes tel que l'Hindouisme, la réincarnation, et le karma. Son nom, qui est une variante du prénom M.I.A., provient de son nom de naissance, Mathangi, et d'une déesse hindoue du même nom. L'album est bien accueilli par la critique, et par les fans, bien que lors de sa première semaine d'exploitation, les ventes soient inférieures à celles de son précédent album, /\/\/\Y/\.
Début 2015, M.I.A. publie d'elle-même une piste nommée Can See Can Do, avant de la retirer de son compte SoundCloud. S'ensuit une démo, Platforms, qui est aussi supprimée mystérieusement. En juin, la chanteuse publie sur ses comptes Instagram et Facebook des snippets, ou l'on peut entendre de nouveaux sons, une partie de Platforms, mais aussi un nouveau photoshoot. Le 10 juillet, M.I.A. annonce la sortie de Matahdatah Scroll 1 : Broader than a Border, qui est en réalité une vidéo de 6 minutes, accompagnée de deux chansons ; Swords, une nouvelle piste, et Warriors, provenant de son album Matangi.
Le 27 novembre 2015, M.I.A. sort un vidéo-clip pour son single Borders, faisant alors un parallèle avec l'actualité des mois précédents, et les fortes migrations de 2015. Un de ses clips arbore un maillot imitant celui du Paris Saint Germain, sur lequel le sponsor de l'équipe Fly Emirates est détourné en « Fly Pirates », ce qui lui vaut une lettre de la part du club réclamant le retrait des images,.
Le 8 février 2017 , elle sort le titre P.O.W.A , initialement prévu pour le 6 février mais qui à la suite d'un accord de dernière minute de son label avec vevo ne sortira que deux jours plus tard.
Fin 2017 elle figure sur l'album de N.E.R.D. (groupe de Pharrell Williams) dans le titre Kites en featuring avec Kendrick Lamar.
Elle annonce également que le documentaire sur elle réalisé par Stephen Loveridge, sera présenté en janvier 2018 à l'occasion du festival du film de Sundance, il y remporte le prix du jury du meilleur documentaire international (World Cinema Documentary Special Jury Award).
Le 8 juin 2019, elle est faite membre de l'Ordre de l'Empire britannique.

## Vie privée
M.I.A et son compagnon Benjamin Bronfman (en), musicien et fils de l'homme d'affaires américain Edgar Bronfman Jr., accueillent leur premier enfant, Ikhyd Edgar Arular Bronfman en février 2009. Depuis 2012, le couple est séparé,.

## Discographie

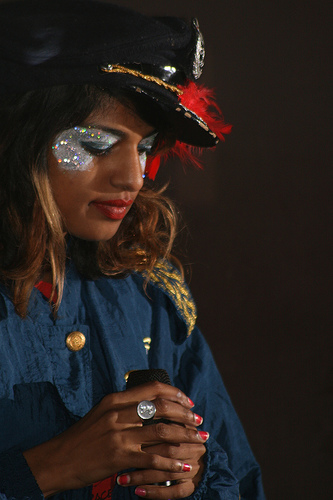
M.I.A en 2007.

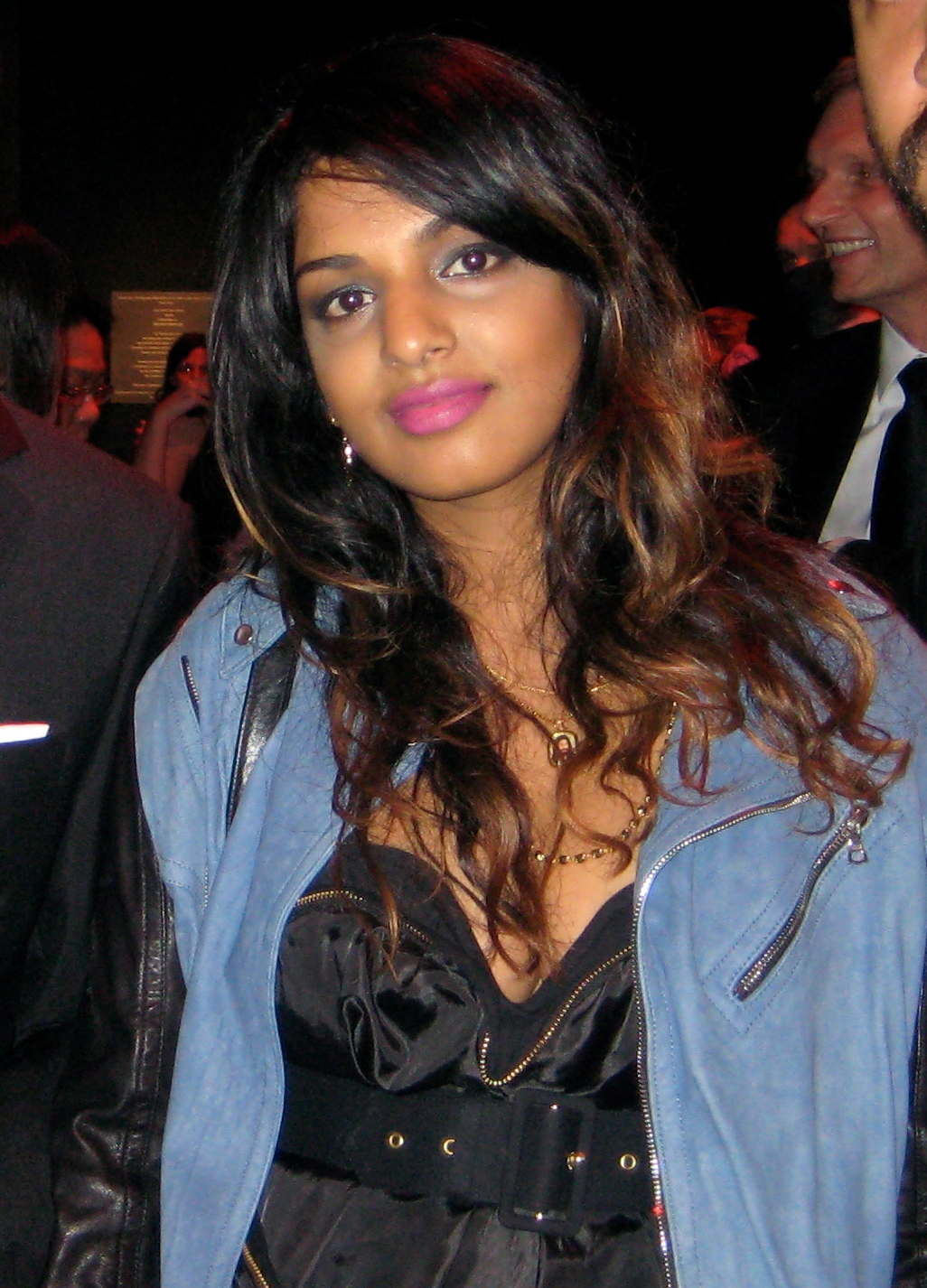
M.I.A en 2009.

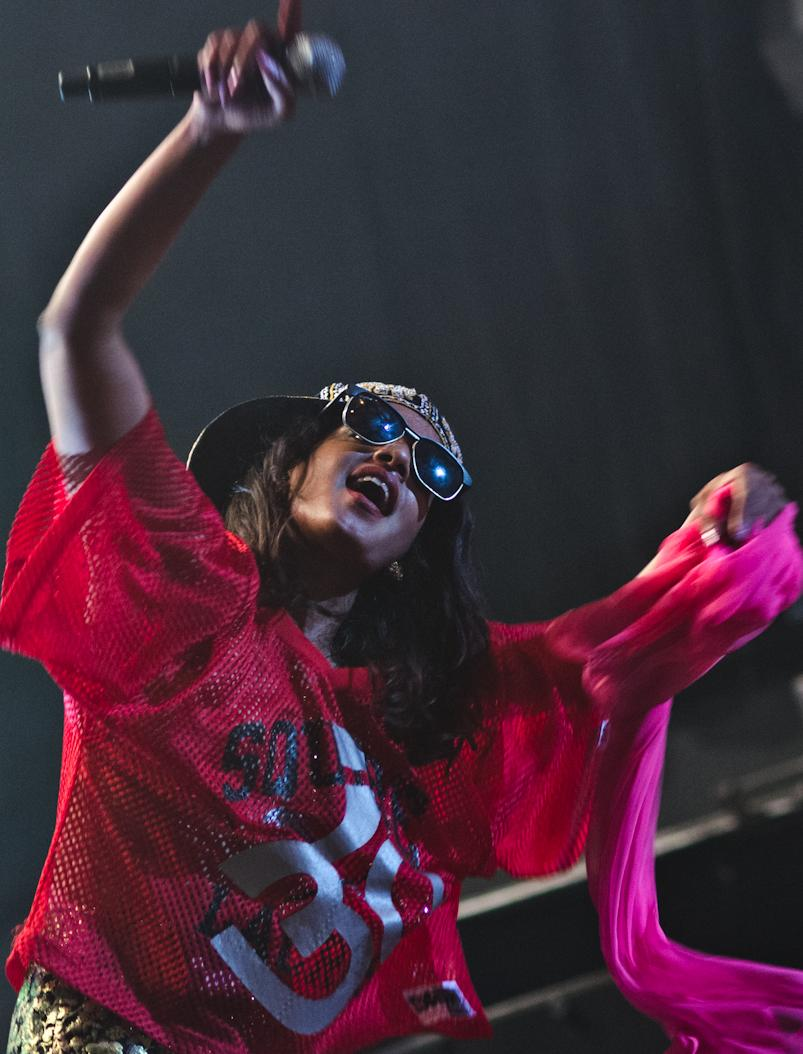
M.I.A en concert à New York, en 2013.

### Albums studio
- 2005 : Arular
- 2007 : Kala
- 2010 : Maya
- 2013 : Matangi
- 2016 : A.I.M.
- 2022 : Mata

### Singles
- 2003 : Galang
- 2004 : Sunshowers
- 2005 : Bucky Done Gun
- 2006 : Bird Flu
- 2007 : Boyz
- 2007 : Jimmy
- 2008 : Paper Planes
- 2010 : Born Free
- 2010 : XXXO
- 2010 : Steppin Up
- 2010 : Teqkilla
- 2010 : Tell My Why
- 2010 : It Takes a Muscle
- 2012 : Give Me All Your Luvin' feat Madonna et Nicki Minaj
- 2012 : Bad Girls
- 2013 : Bring the Noize
- 2013 : Come Walk With Me
- 2013 : Y.A.L.A.
- 2014 : Double Bubble Trouble
- 2015 : Swords
- 2015 : Borders
- 2016 : Go Off
- 2016 : Freedun (feat. Zayn)
- 2017 : P.O.W.A
- 2017 : Goals
- 2022 : The One

## Mixtape
- 2004 : Piracy Funds Terrorism
- 2010 : Vicki Leekx
- 2013 : Matangi Mixtape For Kenzo

## Tournées
- Arular Tour (2005)
- Kala Tour (2007)
- People vs. Money Tour (2008)
- Maya Tour (2010)
- Matangi Tour (2013)